# Collège Pierre-et-François-Pithou
Le collège Pierre-et-François-Pithou est un établissement scolaire de Troyes remontant au XVIe siècle.

## Localisation
Le collège Pithou, implanté rue Colonel Alagiraude à Troyes.

## Histoire

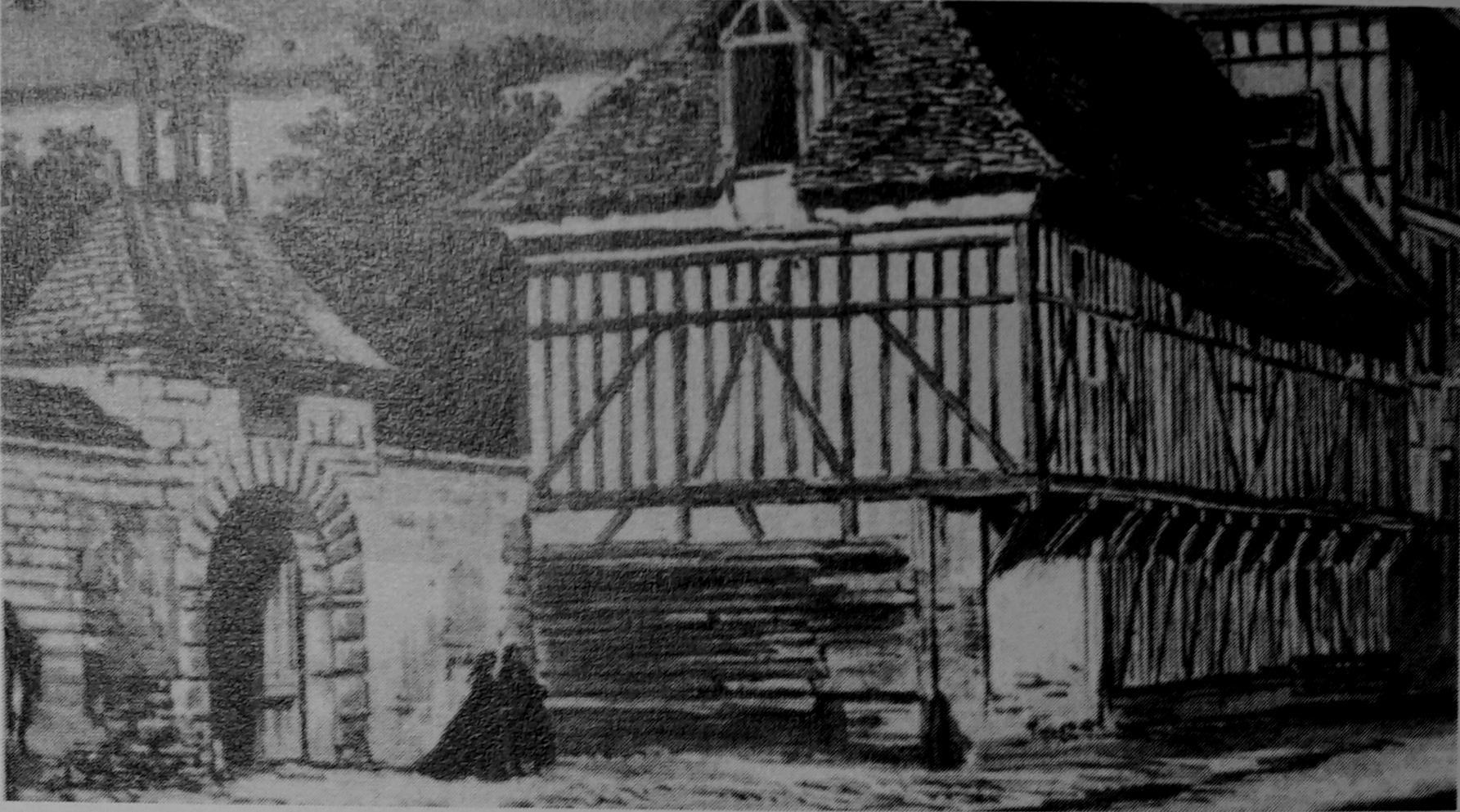
Ancien collège sur la place des halles.

Le collège est connu comme Collège Pithou a ouvert ses portes en septembre 1979 ; avant cette date, il était situé boulevard Gambetta de 1861 à 1978, dans les bâtiments de l'actuel Espace Argence, place de l'ancienne gare de Troyes. Il se nomme ainsi en l'honneur des frères Pithou.
Sa première implantation était sur les actuelles halles dans des bâtiments achetés par les frères Pithou jusqu'en 1862. Mais le premier collège de la ville remonte à 1560 dans l'ancienne école de la rue du Donjon, il fut déplacé en l'ancien hôtel de la Licorne.

## Principal
Jacques Nivelle, chanoine, puis Abraham Drouot en 1611.